# 五稜郭塔
五棱郭塔是毗邻北海道函館市五稜郭的一個塔式建築和民间观光设施，由五棱郭塔株式会社負責管理。

## 历史

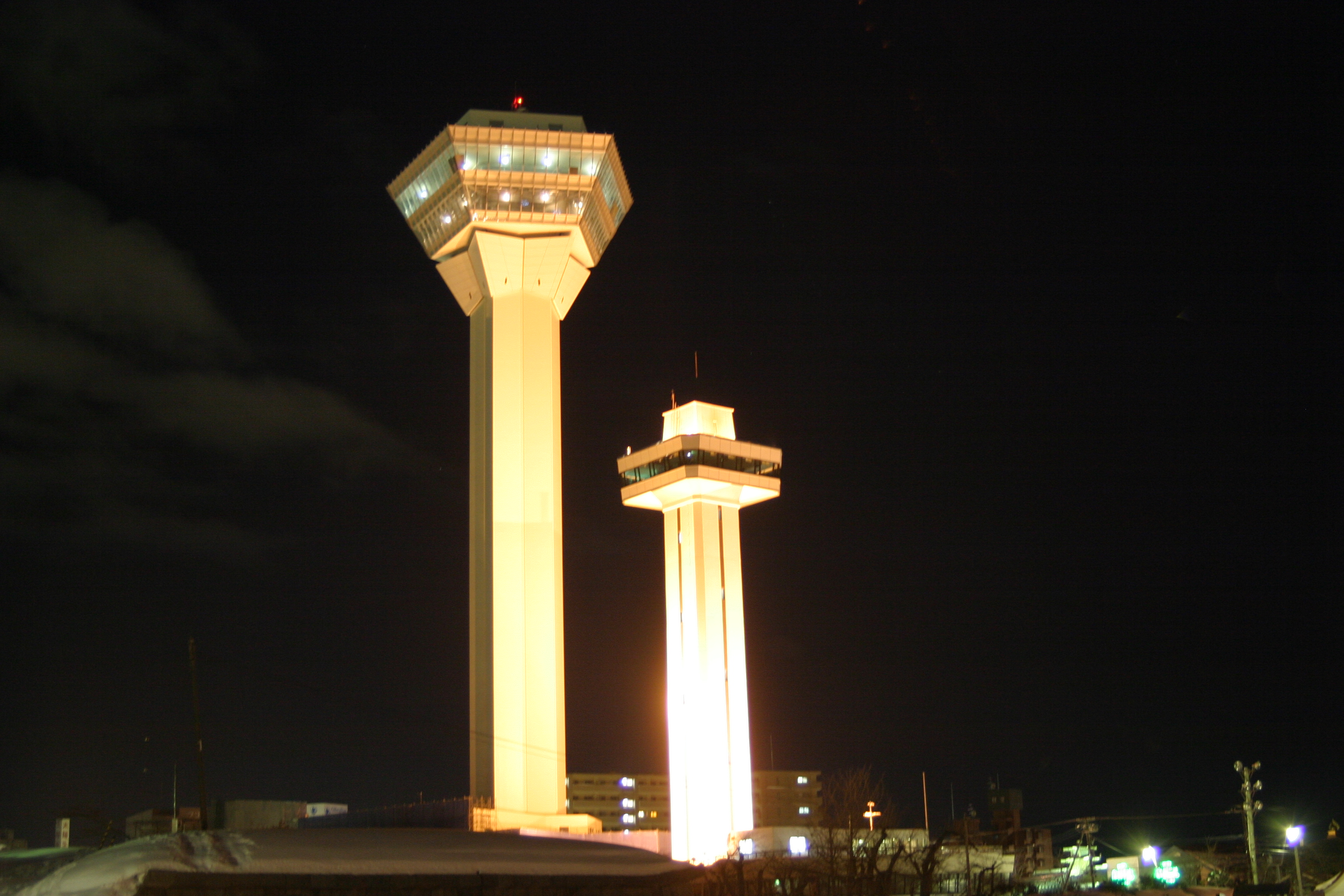
將要建成的五稜郭塔新塔和仍未拆除的旧塔（攝於2006年1月）

### 旧塔（初代塔）
第一代展望塔于1964年12月1日即五稜郭筑城100周年之际开业。
在建设期間，建設方认为塔楼80米的高度较为理想。然而由于塔楼靠近函館機場，而且函館機場距离五稜郭直线距离为5km，根据当时的航空法规定，塔楼的高度（包括避雷针在內）不能超過60米，所以初代塔的觀景台的高度为45米。因此曾有遊客对未能看到五稜郭的完整全景而表达不满，並批评道：“我來五稜郭塔看五稜郭，只能看到三棱，但五稜郭塔却要收我500日元，实在不值。”
1973年，电视剧《北之家族》播出，由於該電視劇以函馆为背景，意外帶火了函館的旅遊，五稜郭塔的年游客人数从之前的20万人增加到30万人，1981年年遊客人數又增加至40万人， 1988年青函隧道開通後，年遊客人數又增加至63万人。最高時年遊客數量為80萬。後來受日本泡沫经济破裂的影響，游客数量开始下降。2004年新塔开始建设时，年游客数量为70万人左右 。

### 新塔（第二代塔）
1990年，由于函馆机场跑道扩建，因而當局對建築的高度限制放宽至107m，而且原来的塔楼视野较低，只能看到五棱郭的一部分，而且建築內的纪念品商店、餐馆空间狭小，游客的停留时间也不長，因此有人開始考虑修建新塔楼 。
2004年11月25日，新塔开始建设，总成本为30亿日元 。新塔地点位于旧塔楼旁边，新塔的避雷针的高度为107m，建築物高度為98m。新塔的结构模仿五棱郭，塔身横截面为五角星，觀景台的横截面為五边形 。 2006年3月31日，新塔竣工，同年4月1日开业。
新塔启用后，每年游客人数突破100万人 ，随后年遊客人數下降至90万人左右，但在2016年北海道新干线开通时年游客人数再次突破100万人大关。

### 中庭（前塔舊址）

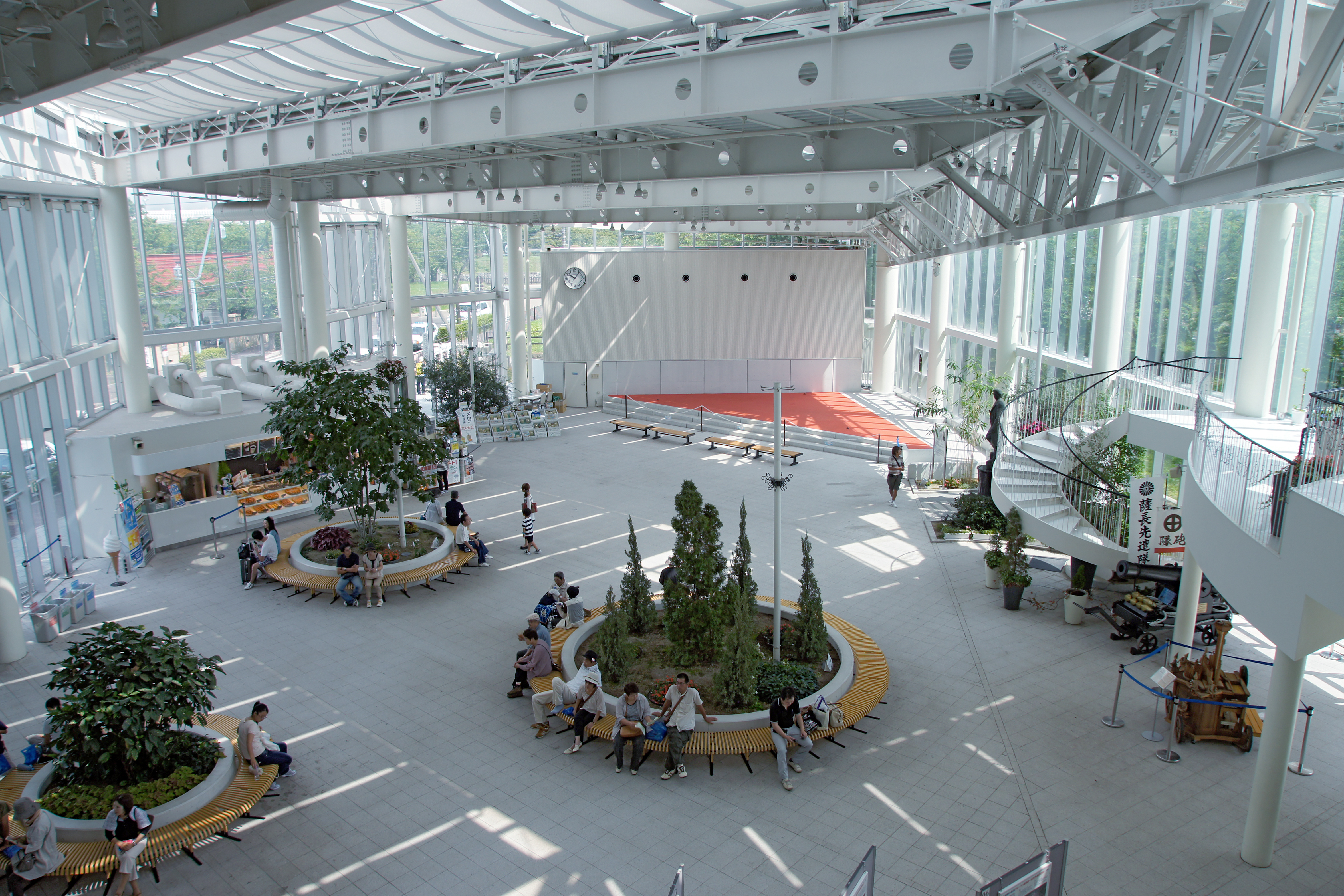
舊塔遺址上建起的帶有玻璃幕墙的中庭

随着新塔的建成，旧塔最終被拆除，并在舊塔遺址建造了帶有玻璃幕墙的中庭。中庭內除了植物、长凳和舞台之外，还有土方歲三的铜像。